# Pierre Maublanc
Pierre Maublanc, né le 5 novembre 1928 à Louhans (Saône-et-Loire), est un pilote automobile Français.
Pilote éclectique, on le retrouve en  course de côte, en rallyes (sur asphalte et sur glace, entre 1960 et 1978 (production en fin de carrière), et sur circuits : endurance (1965-76), formule 2 (1976-79), formule 3 (1972), et tourisme (1974).

## Biographie
Après des débuts tardifs, ce pilote a pratiqué la compétition automobile de 1959 à 1980, essentiellement en courses de côte de 1960 à 1977 (ainsi qu'en 1980).
Il fut concessionnaire automobile à Lyon (BMW et Mini) de 1960 à 2007, importateur de Chevron (à partir de 1972), et de March (à compter de 1974).
Son copilote principal a été Freddy Dreyfus 
Il a gagné également le 1er rallye du Forez avec comme copilote Bernard Dreyfus

## Palmarès
- Double Champion de France de la Montagne de 1re division : 1967 (10 victoires, sur Abarth 2L.), et 1968 (14 victoires, sur Abarth 2L.) (team MRS Maublanc Racing Service);
- 7 fois vice-champion de France de la montagne: 1966 (officieux), 1970, 1971, 1972, 1973 (14 victoires), 1974, et 1975 (Gr. 8/9);
- 3e du championnat de France de la montagne: 1969, et 1976.

## Résultats en rallyes
- Rallye du Forez: vainqueur en 1962, avec Daniel Dreyfus sur Porsche 356;
- Rallye du Mont-Blanc: vainqueur en 1963, dans la catégorie GT, avec Freddy Dreyfus sur Porsche 356;
- Rallye du Var: vainqueur en 1966, avec Roussin sur Fiat Abarth 1000 TC;
- Tour de France automobile: vainqueur en 1970 de la catégorie Tourisme de série, avec Freddy Dreyfus sur BMW 2002 TI (20e au général); 
  - 5e du Tour de Corse 1968 (copilote Cathy Pitt, sur BMW 2002);
  - 7e (1975) et 8e (1973) du rallye Lyon-Charbonnières (copilotes Daniel Dreyfus et Salvator Orlando, sur BMW 2002 Turbo/TI);
  - 9e du Tour de Corse 1970 (copilote Peyrusson, sur BMW 2002 TI);
  - participation au rallye Monte-Carlo en 1971 et 1972 (IMC) (copilotes Freddy.Dreyfus puis Deparquet, sur BMW 2002 TI).

Vainqueur du 1er rallye du Forez(copilote Bernard Dreyfus)

## Résultats aux24 Heures du Mans
| Année | Voiture                                    | Équipe                           | Équipiers        | Résultat              |
| ----- | ------------------------------------------ | -------------------------------- | ---------------- | --------------------- |
| 1968  | Porsche 906 Carrera 6 1 991 cm3 Flat-6     | Christian Poirot team            | Christian Poirot | Abandon (disqualifié) |
| 1969  | Porsche 910 2.0L. Flat-6                   | Christian Poirot team            | Christian Poirot | 9°                    |
| 1972  | Ligier JS2/Maserati 2 991 cm3 V6 à 90°     | Automobiles Ligier               | Jacques Laffitte | Abandon (moteur)      |
| 1973  | BMW M12/Schnitzer 1 990 cm3 S4/Chevron B23 | MRS Maublanc Racing Service team | Robert Mieusset  | Abandon (moteur)      |